# Дільсдорф (Цюрих)
Дільсдорф (нім. Dielsdorf ZH) — громада  в Швейцарії в кантоні Цюрих, округ Дільсдорф.

## Географія
Громада розташована на відстані близько 100 км на північний схід від Берна, 14 км на північний захід від Цюриха.
Дільсдорф має площу 5,9 км², з яких на 34,9% дозволяється будівництво (житлове та будівництво доріг), 33,5% використовуються в сільськогосподарських цілях, 29,8% зайнято лісами, 1,9% не є продуктивними (річки, льодовики або гори).

## Демографія
2019 року в громаді мешкало 5966 осіб (+5,7% порівняно з 2010 роком), іноземців було 31,8%. Густота населення становила 1016 осіб/км².
За віковим діапазоном населення розподілялося таким чином: 20% — особи молодші 20 років, 62,8% — особи у віці 20—64 років, 17,2% — особи у віці 65 років та старші. Було 2584 помешкань (у середньому 2,3 особи в помешканні).
Із загальної кількості 4370 працюючих 23 було зайнятих в первинному секторі, 662 — в обробній промисловості, 3685 — в галузі послуг.